# Der Process

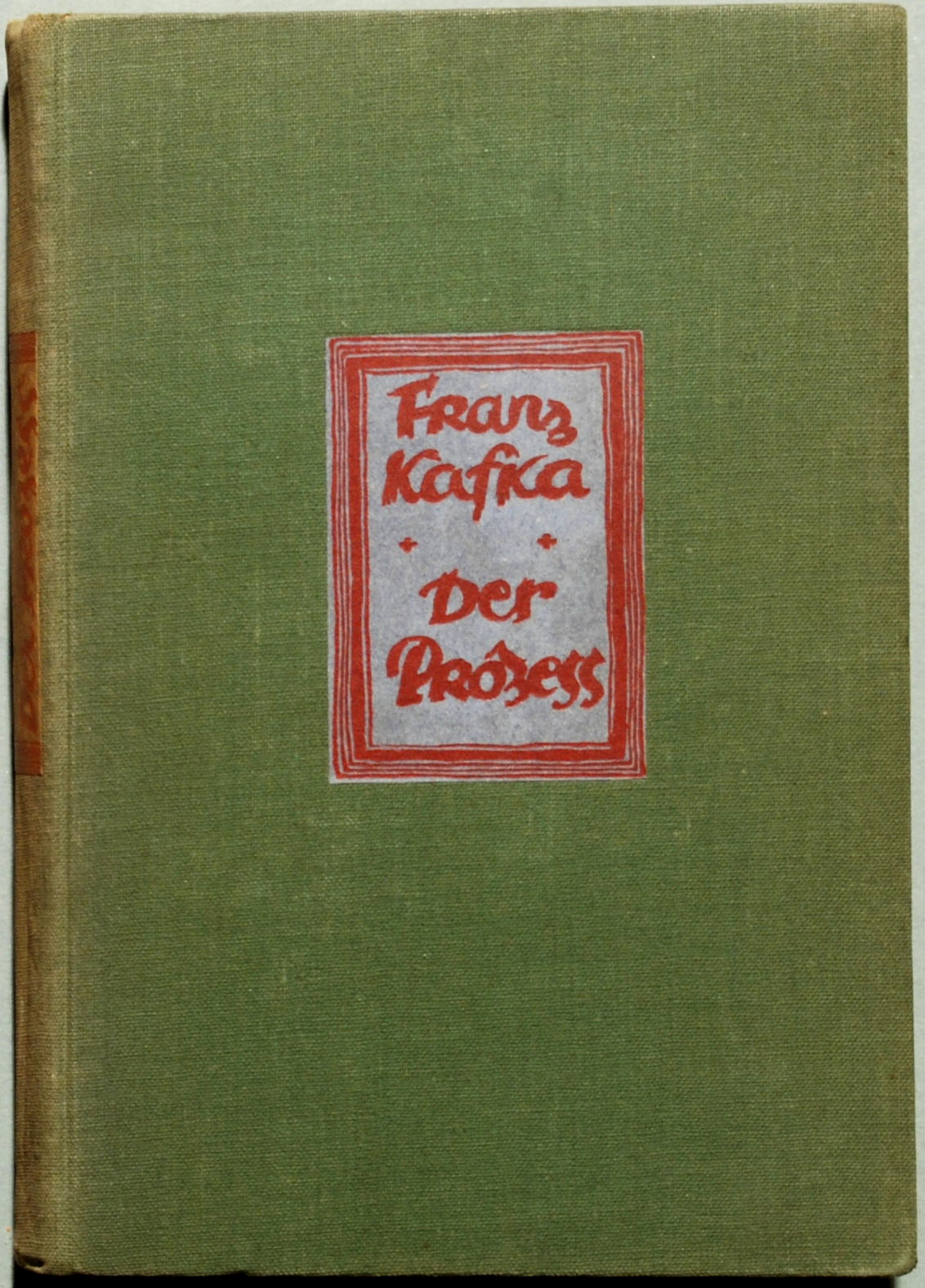
Verlagseinband der Erstausgabe 1925

Der Process (auch Der Proceß oder Der Prozeß, Titel der Erstausgabe: Der Prozess) ist neben Der Verschollene (auch unter dem Titel Amerika bekannt) und Das Schloss einer von drei unvollendeten und postum erschienenen Romanen von Franz Kafka.

## Entstehungsgeschichte

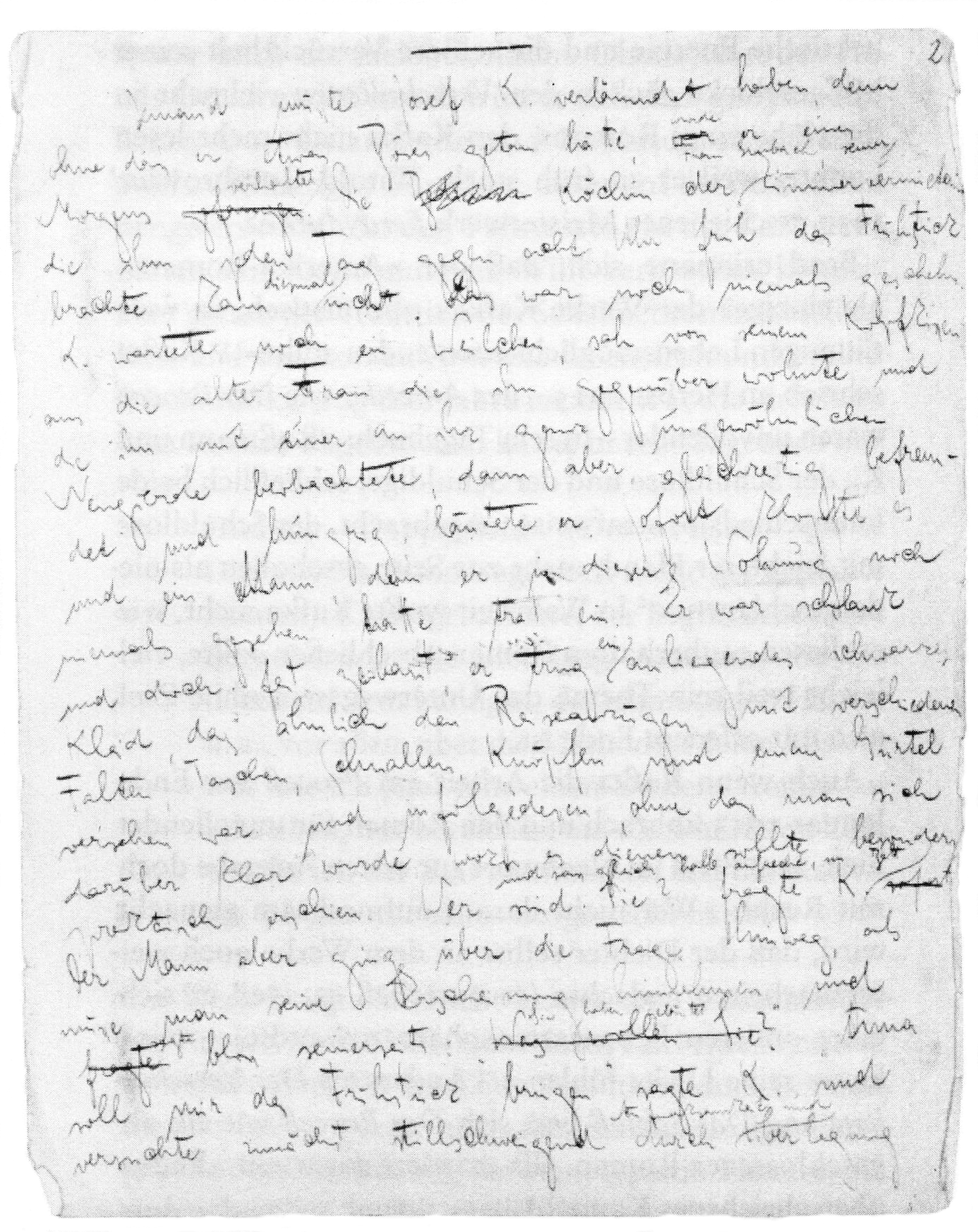
„Jemand musste Josef K. verläumdet haben …“ – Anfang des Manuskripts zu Der Process, 1914/15

Während der Entstehungszeit dieses unvollendeten Werkes – vom Sommer 1914 bis Januar 1915 – fanden prägnante Ereignisse im Leben des Autors statt. Diese kommen in einer an Produktionsbedingungen orientierten Interpretation des Romans zum Tragen: Im Juli 1914 fand die Auflösung der Verlobung mit Felice Bauer statt. Dieses Ereignis war für Kafka mit einem Gefühl des Angeklagt-Seins verbunden, eine abschließende Aussprache im Berliner Hotel Askanischer Hof in Anwesenheit von Felices Schwester Erna und Felices Freundin Grete Bloch, mit der Kafka einen verfänglichen Briefwechsel geführt hatte, empfand Kafka als „Gerichtshof“. Kurz darauf begann Kafka mit der Arbeit am Process. Am 28. Juli, einen Monat nach dem Attentat von Sarajevo, erklärte die Monarchie Österreich-Ungarn Serbien den Krieg, worauf der Erste Weltkrieg folgte. Ab dem Herbst 1914 wohnte Kafka erstmals unabhängig von seinen Eltern in einem eigenen Zimmer.
Kafkas Arbeit am Process schritt zunächst zügig voran – in zwei Monaten entstanden rund 200 Manuskriptseiten –, kam aber alsbald zum Erliegen. Kafka beschäftigte sich nun u. a. mit der Erzählung In der Strafkolonie. Der Process entstand in nicht-linearer Abfolge. Es lässt sich nachweisen, dass Kafka zuerst das Eingangs- und das (von Max Brod an diese Stelle sortierte) Schlusskapitel niederschrieb und weiterhin an einzelnen Kapiteln parallel arbeitete. Kafka schrieb den Process in Hefte, die er auch für die Niederschrift anderer Texte verwendete. Die dem Process zugehörigen Blätter trennte er heraus und ordnete sie nach Kapiteln und Fragmenten, ohne dabei eine bestimmte Reihenfolge der Teile festzulegen.
Anfang 1915 unterbrach Kafka die Arbeit am Roman und nahm sie (bis auf einen kurzen Versuch im Jahr 1916) nicht wieder auf. Bereits im November 1914 schrieb Kafka: „Ich kann nicht mehr weiter schreiben. Ich bin an einer endgültigen Grenze, vor der ich vielleicht wieder jahrelang sitzen soll, um dann vielleicht wieder eine neue, wieder unfertig bleibende Geschichte anzufangen.“

## Figuren
Josef K.
Josef K., 30 Jahre alt, ist Prokurist einer Bank. Er lebt allein, als menschliche Kontakte genügen ihm seine Geliebte Elsa und eine regelmäßige Stammtischrunde. K.s Vater ist bereits gestorben, seine Mutter taucht nur in einem Fragment auf. Eine Gefühlsbindung zu ihr besteht nicht.
Die verhaftenden Personen
Die Wächter, genannt Franz und Willem, teilen Josef K. seine Verhaftung mit und halten ihn zunächst in seinem Zimmer fest. Ein namenloser Aufseher weist K.s auflehnende Überlegungen schroff zurück. Drei ebenfalls anwesende Herren, untergeordnete Kollegen aus der Bank, in der K. arbeitet, namens Rabensteiner, Kaminer und Kullych, sind dazu bestimmt, K. nach der Verhaftung zur Arbeit zu begleiten.
Fräulein Elsa
Fräulein Elsa arbeitet als Kellnerin. Tagsüber empfängt sie Männerbesuch, K. geht einmal die Woche zu ihr. Sie wird später in dem ersten Gespräch mit Leni als K.s Geliebte bezeichnet. (Sie ist keine direkt handelnde Person im Rahmen des Romans, sondern wird von Josef K. nur erwähnt.)
Frau Grubach
Frau Grubach ist K.s und Fräulein Bürstners Vermieterin. Sie zieht K. den anderen Mietern vor, weil er ihr Geld geliehen hat und sie daher in seiner Schuld steht.
Fräulein Bürstner
Fräulein Bürstner ist erst seit kurzem Mieterin bei Frau Grubach und hat wenig Kontakt zu K. Er lauert ihr aber in der Nacht nach seiner Verhaftung vor ihrem Zimmer auf und drängt ihr nach einem gemeinsamen Gespräch einen Kuss auf. Sie interessiert sich für die Machenschaften des Gerichts, da sie in einigen Wochen selbst eine Stelle als Sekretärin in einer Kanzlei antreten wird.
Fräulein Montag
Fräulein Montag ist eine Freundin von Fräulein Bürstner. Sie wohnt ebenfalls bei Frau Grubach und zieht zu Fräulein Bürstner ins Zimmer. Während deren Abwesenheit fängt sie K. ab und es kommt zu einem Gespräch, aus dem klar wird, dass Fräulein Bürstner nach dem Kuss keinen Kontakt mehr zu ihm will.
Die Frau des Gerichtsdieners
Sie besitzt eine besondere erotische Ausstrahlung, sodass sowohl ein Jurastudent als auch der Untersuchungsrichter sie für Liebesdienste in Anspruch nehmen. Sie bietet sich auch Josef K. an und erzählt ihm einiges aus der skurrilen Welt des Gerichts, das in einem ärmlichen Mietshaus tagt.
Advokat Huld
Der Advokat Huld ist ein Bekannter von K.s Onkel und durch eine Krankheit körperlich geschwächt und bettlägerig. Seine Verteidigung betreibt er aus seinem Krankenbett. Seine Einlassungen sind quälend langwierig. K. entzieht ihm seine Verteidigung bald wieder.
Leni
Leni ist die Bedienstete des Advokaten, die sich während dessen Krankheit sehr hingebungsvoll um diesen kümmert. Sie erscheint sehr verspielt und gesellig. Leni lockt K. während seines ersten Besuches in ein Nachbarzimmer, um sich ihm zu nähern. Sie scheint über wichtige Informationen zum System des Gerichts zu verfügen.
Onkel Albert K./Karl K.
K.s Onkel lebt auf dem Lande. Als er von Josef K.s Prozess erfährt, reist er in die Stadt, um ihm zu helfen. Er stellt K. Advokat Huld vor. Sein Name ist nicht ganz klar: Am Anfang des Kapitels Der Onkel/Leni wird er Karl, später (vom Advokaten Huld) Albert genannt.
Erna
Erna ist die Cousine K.s und die Tochter des Onkels Albert (Karl). Sie hat ihrem Vater einen Brief geschrieben, in dem sie von K.s Prozess berichtet. (Sie ist keine direkt handelnde Person im Rahmen des Romans, sondern wird nur vom Onkel erwähnt.)
Titorelli
Titorelli ist als Gerichtsmaler in bestimmte Vorgänge des Gerichts eingeweiht. Durch seinen persönlichen Kontakt zu den Richtern könnte er zwischen K. und dem Gericht vermitteln. Doch Titorelli ist fest davon überzeugt, dass niemand – und somit auch nicht er selbst – das Gericht von der Unschuld eines Angeklagten überzeugen könne.
Kaufmann Block
Der Kaufmann Block ist ein kleiner, dürrer Mann mit Vollbart, dem ebenfalls ein Prozess gemacht wird. Block übernachtet im Hause des Advokaten Huld, um jederzeit für ein Gespräch mit dem Advokaten bereitzustehen, und demütigt sich vor dem Advokaten.
Gefängniskaplan
Der Gefängniskaplan erzählt K. die Parabel Vor dem Gesetz. Er versucht, K. zu erklären, dass es zwar verschiedene Auslegungen der Parabel gebe, er jedoch keiner beipflichte. Auch K. gibt sich mit den wenig eindeutigen Lösungsvorschlägen nicht zufrieden. Nach mehrmaliger Betonung, dass keine der Auslegungen wahr sein müsse, sondern es sich lediglich um unterschiedliche Interpretationen handele, verzichtet K. darauf, selbst eine Lösungsmöglichkeit zu finden. Der Kaplan weiß, dass es um K.s Prozess nicht gut steht und er ungünstig enden wird.
Direktor-Stellvertreter
Der Direktor-Stellvertreter hat als Vorgesetzter die Aufsicht über K.s Tätigkeit in der Bank und arbeitet eng mit ihm zusammen. Das Verhältnis zum stets überaus korrekt auftretenden Stellvertreter wird für K. zum Anlass zu Besorgnis, als ihn der Prozess stark belastet und er immer weniger Sorgfalt für seine tägliche Arbeit aufwenden kann.
Direktor
Der Direktor ist ein gütiger Mensch mit Überblick und Urteilsvermögen, der K. wohlwollend gegenübertritt und väterliche Ratschläge gibt.
Staatsanwalt Hasterer
Obwohl deutlich älter und resoluter als K., entwickelt sich eine enge Freundschaft zwischen den beiden. K. begleitet den Staatsanwalt regelmäßig nach dem Juristen-Stammtisch auf eine Stunde bei Schnaps und Zigarren nach Hause und wird von diesem protegiert.
Der Prügler
Ein Gerichtsangestellter, der die beiden Wächter verprügelt, da sich Josef K. bei seiner ersten Anhörung lautstark über sie beschwert hatte.
Die Vollstrecker
Zwei namenlose Herren, bleich, fett und mit „Cylinderhüten“, führen Josef K. zu einem Steinbruch und töten ihn mit einem Stich ins Herz.

## Handlung

### Überblick
Der Bankprokurist Josef K., der Protagonist des Romans, wird am Morgen seines 30. Geburtstages verhaftet, ohne sich einer Schuld bewusst zu sein. Trotz seiner Festnahme darf sich K. noch frei bewegen und weiter seiner Arbeit nachgehen. Vergeblich versucht er herauszufinden, weshalb er angeklagt wurde und wie er sich verteidigen könnte. Dabei stößt er auf ein für ihn nicht greifbares Gericht, dessen Kanzleien sich auf den Dachböden großer ärmlicher Mietskasernen befinden. Die Frauen, die mit der Gerichtswelt in Verbindung stehen und die K. als „Helferinnen“ zu werben versucht, üben eine erotische Anziehungskraft auf ihn aus.
Josef K. versucht verzweifelt, Zugang zum Gericht zu finden, doch auch dies gelingt ihm nicht. Er beschäftigt sich immer öfter mit seinem Prozess, obwohl er anfangs das Gegenteil beabsichtigte. Er gerät dabei immer weiter in ein albtraumhaftes Labyrinth einer surrealen Bürokratie. Immer tiefer dringt er in die Welt des Gerichts ein. Gleichzeitig dringt jedoch auch das Gericht immer mehr in Josef K.s Leben ein. Ob tatsächlich ein irgendwie gearteter Prozess heimlich voranschreitet, bleibt sowohl dem Leser als auch Josef K. verborgen. Gleiches gilt für das Urteil: K. erfährt es nicht, aber er empfindet selbst, dass seine Zeit abgelaufen ist. Josef K. fügt sich einem nicht greifbaren, mysteriösen Urteilsspruch, ohne jemals zu erfahren, weshalb er angeklagt war und ob es tatsächlich dazu das Urteil eines Gerichtes gibt. Am Vorabend seines 31. Geburtstages wird Josef K. von zwei Herren abgeholt und in einem Steinbruch „wie ein Hund“ erstochen.

### Nach Kapiteln
Nach der Anordnung von Malcolm Pasley:

#### Verhaftung
Als Josef K. am Morgen seines 30. Geburtstags in seinem Zimmer aufwacht, bringt ihm die Köchin seiner Zimmervermieterin nicht wie üblich sein Frühstück. K. wird stattdessen von zwei Männern überrascht und festgehalten, die ihm in knappen Worten mitteilen, dass er von nun an verhaftet sei. Die beiden (Franz und Willem, „Wächter“ genannt) geben an, von einer Behörde zu kommen, und behaupten, sie könnten und dürften ihm nicht sagen, warum er verhaftet sei.
K. geht zunächst von einem üblen Scherz seiner Kollegen aus. Im Laufe der Zeit bemerkt er jedoch, dass dies nicht der Fall ist. Nähere Erklärung oder Verständnis erhofft er sich vom Aufseher, einem gebildeten Mann, der K. jedoch brüsk zurück in die Rolle des Verhafteten weist.
Er gibt K. aber zu verstehen, dass diese Verhaftung seine gewöhnliche Lebensweise und seine Berufsausübung nicht beeinträchtigen werde. So ist K. zwar zunächst verärgert, das Verhaftetsein aber erscheint ihm schließlich als „nicht weiter schlimm“.
Schauplatz dieser Unterredung mit dem Aufseher ist nicht K.s Zimmer, sondern das der abwesenden jungen Nachbarin Fräulein Bürstner. Ebenfalls anwesend sind drei untergeordnete Mitarbeiter aus der Bank, in der K. arbeitet. Sie stöbern zunächst im Zimmer herum und begleiten K. schließlich in die Bank.

#### Gespräch mit Frau Grubach / Dann Fräulein Bürstner
Josef K. geht nach der Arbeit wieder zurück in seine Pension, um sich bei seiner Vermieterin Frau Grubach und bei der Nachbarin Fräulein Bürstner für die Unannehmlichkeiten zu entschuldigen, die durch seine Verhaftung entstanden sind: Die drei Mitarbeiter haben sichtbar in den Bildern von Fräulein Bürstner gewühlt. Fräulein Bürstner kommt erst sehr spät abends nach Hause. K. lauert ihr auf und überrascht sie im Flur.
In ihrem Zimmer unterrichtet er sie dann über die Vorfälle. Zur Demonstration spielt K. das Geschehen des Vormittags nach und ruft dabei laut und theatralisch seinen Namen. Dadurch erwacht ein im Nebenzimmer schlafender Neffe von Frau Grubach, ein Hauptmann, und klopft zu Josef K.s und des Fräuleins Schrecken an die Tür.
Fräulein Bürstner bittet mehrfach um Beendigung des Gespräches, da sie sehr müde von einem langen Arbeitstag sei. K. verabschiedet sich von ihr. Dabei küsst er sie plötzlich zudringlich und gierig auf Hals, Gesicht und Mund.

#### Erste Untersuchung
Für den Sonntag nach seiner Verhaftung wird Josef K. telefonisch zu einer Untersuchung vorgeladen, ohne dass ihm ein Zeitpunkt genannt wird. Man werde ihm dann Näheres über die künftig zu erwartenden Untersuchungen mitteilen. Wer sich genau an ihn wendet, fragt K. nicht nach.
So begibt er sich am Sonntagmorgen zu der Adresse, wo die Untersuchung stattfinden soll, einem alten Mietshaus in einem heruntergekommenen Viertel. Dort angekommen, muss K. lange nach dem Gerichtssaal suchen. Es erweist sich als kleines Zimmer in der Wohnung eines Gerichtsdieners. Viele ähnlich gekleidete Personen haben sich bereits versammelt. Man sagt, Josef K. komme zu spät, obwohl ihm ja keine Uhrzeit genannt worden ist. Der Untersuchungsrichter begrüßt K. fälschlicherweise als „Zimmermaler“. Seine einzige Gerichtsunterlage ist ein kleines zerfleddertes Heftchen. K. versucht nun die anwesenden Beamten des Gerichts mit einer Rede über die Absurdität des Gerichts, die Ungerechtigkeit seiner Verhaftung und die Bestechlichkeit der Wächter für sich zu gewinnen. Allerdings verliert er sich dabei in allzu langatmigen Schilderungen. So gleitet die Aufmerksamkeit des Publikums ab und wendet sich einem in einer Ecke lüstern kreischenden Liebespaar zu.
Die Zuschauermenge ist in zwei unterschiedliche Parteien (die Linken und die Rechten) geteilt. K. entdeckt während seiner Rede, dass der Richter dem Publikum ein Zeichen gibt. Dann registriert er, dass beide Parteien, ebenso wie der Untersuchungsrichter, alle ausnahmslos das gleiche Abzeichen am Rockkragen tragen. Er ist erregt, sieht sich umstellt, wird rabiat und sieht das Gericht als korrupte Bande.
Der Untersuchungsrichter weist ihn darauf hin, dass er sich des Vorteils beraubt habe, den ein Verhör für den Verhafteten mit sich bringe. K. bezeichnet alle als Lumpen und gibt zu verstehen, dass er auf weitere Verhöre verzichte.

#### Im leeren Sitzungssaal / Der Student / Die Kanzleien
Unaufgefordert geht Josef K. am folgenden Sonntag erneut in das Gebäude, da er annimmt, dass die Verhandlung fortgesetzt werde. In der Wohnung, zu der der Gerichtssaal gehört, trifft er die Ehefrau des dort wohnenden Gerichtsdieners. Empört erkennt er in ihr die Frau, die sich eine Woche zuvor im Gerichtssaal so lüstern mit ihrem Liebhaber vergnügt hatte. Kokett bietet sie K. an, sich für ihn einzusetzen, seine Rede habe ihr gefallen. Sie hoffe, dass er Verbesserungen ins Gerichtssystem einbringen könne. Nach anfänglichem Sträuben zeigt sie ihm auch die Bücher des Untersuchungsrichters. Es erweist sich, dass diese voller pornografischer Zeichnungen sind.
Die Frau hat offensichtlich ein Verhältnis mit dem Untersuchungsrichter, dessen Arbeitseifer sie lobt, weil er nach den Verhandlungen bis weit in die Nacht noch lange Berichte anfertige. Außerdem ist da der Jurastudent Berthold, der sie heftig begehre. Als dieser schließlich selbst erscheint, fasst er die Frau und trägt sie gegen K.s Widerstand fort zum Untersuchungsrichter. Sie, die sich zunächst K. gegenüber so zugeneigt zeigte und sogar mit ihm fliehen wollte, lässt es willig geschehen.
Kurz darauf taucht der Gerichtsdiener und Ehemann der besagten Frau auf, beklagt sich bitter über deren Untreue und lädt Josef K. zu einer Führung durch die Kanzleien ein. Diese sind anscheinend immer auf den Dachböden verschiedener Mietshäuser angesiedelt. Josef K. ist erstaunt über die ärmlichen Verhältnisse dort. Auf langen Holzbänken sitzen einige sichtlich gedemütigte Angeklagte, die darauf warten, von den Beamten in die Abteilungen vorgelassen zu werden. Ein sehr verunsicherter Angeklagter, den K. anspricht, wartet darauf, dass seinen Beweisanträgen stattgegeben wird. Josef K. hält so etwas in seinem eigenen Fall für unnötig.
Plötzlich wird K. schlecht und er verliert all seine Kraft, was mit der schlechten Luft in der Kanzlei begründet wird. Er bricht zusammen und wird anschließend von einem Mädchen und einem elegant gekleideten Mann (dem Auskunftgeber) nach draußen geführt. Nach dem Verlassen der Kanzlei ist K.s körperliches Wohlbefinden urplötzlich wiederhergestellt.

#### Der Prügler
Josef K. wird in einer Rumpelkammer seines Bankinstituts Zeuge, wie die zwei Wächter ausgepeitscht werden, die ihn verhaftet hatten und denen er in seiner Rede in dem Gerichtssaal unter anderem Korruption vorgeworfen hatte. Da er sich für die Leiden der beiden schuldig fühlt, versucht K. den Prügler, einen halbnackten und in Leder gekleideten Mann, zu bestechen. Der schlägt das Angebot jedoch aus. Als Franz, einer der beiden Wächter, unter den Schlägen aufschreit, entzieht sich K. der Situation. Er befürchtet, die Bankangestellten könnten durch den Schrei des Wächters aufmerksam geworden sein und ihn in der Rumpelkammer überraschen.
Als Josef K. am nächsten Tag abermals die Tür zur Rumpelkammer öffnet, in der die Bestrafung vollzogen wurde, findet er nach wie vor die gleiche Szene vor, so als wäre in der Kammer die Zeit stehen geblieben. Er entzieht sich abermals der Verantwortung und gibt zwei Bankdienern Anweisung, die Kammer zu entrümpeln.

#### Der Onkel / Leni
Josef K.s Onkel und ehemaliger Vormund Karl/Albert vom Lande besucht K. in der Bank. Er hatte von seiner halbwüchsigen Tochter Erna, einer Pensionatsschülerin, brieflich erfahren, dass K. angeklagt wurde. Der Onkel ist sehr aufgeregt wegen des Prozesses und geht mit K. zu seinem Anwalt und Freund Huld, der gute Beziehungen zu einigen Richtern hat.
Beim ersten Besuch liegt Huld krank zu Bett, ist aber bereit, K.s Sache zu vertreten, von der er bereits durch seine einschlägigen beruflichen Kontakte gehört habe. Ebenfalls bei Huld anwesend ist der Kanzleidirektor (offensichtlich der Direktor der ominösen Gerichtskanzleien) sowie Hulds Hausmädchen, die junge Leni. K. ist gedanklich abwesend. Die Überlegungen der drei älteren Herren zu seiner Sache scheinen ihn kaum zu berühren.
Leni lockt K. aus dem Besprechungszimmer und nähert sich ihm unvermittelt und erotisch auffordernd. Am Ende des Besuchs macht der Onkel K. schwere Vorwürfe, dass er eine so wichtige Besprechung wegen „eines kleinen, schmutzigen Dinges“ versäumt habe.

#### Advokat / Fabrikant / Maler
Josef K., den der „Gedanke an den Prozess nicht mehr verließ“, fasst den Entschluss, selbst eine Verteidigungsschrift auszuarbeiten, da er zunehmend unzufrieden mit der Arbeit und den quälend langwierigen Schilderungen des Advokaten Huld in seiner Sache ist. Diese Schilderungen beherrschen auch die Vorbereitungen auf die nächste Anhörung.
Danach empfängt K. in seinem Büro in der Bank einen Fabrikanten, der von seinem Prozess weiß und K. an den Gerichtsmaler Titorelli verweist. Der könne ihn vielleicht befreien, denn er verfüge über Informationen und Einfluss auf Richter und Beamte.
K. findet Titorelli in einem kleinen Zimmer (seinem vom Gericht gratis zur Verfügung gestellten Atelier) auf einem Dachboden eines Hauses in einem weiteren heruntergekommenen Stadtviertel. Der Maler erklärt ihm, dass es drei Möglichkeiten gebe, dem Gericht zu entkommen, K. habe aber keine reale Chance auf einen „echten/wirklichen Freispruch“, selbst wenn er tatsächlich unschuldig sein sollte. So etwas sei zu seinen Lebzeiten noch nie vorgekommen. Es gebe aber noch die „scheinbare Freisprechung“ und die „Verschleppung“. Für die scheinbare Freisprechung müsse man eine Mehrheit der Richter von der Unschuld des Angeklagten überzeugen und deren bestätigende Unterschriften dem Gericht einreichen. So könne ein Angeklagter zeitweilig freigesprochen werden. Nach einer unbestimmten Zeit aber könne es sein, dass das Verfahren erneut aufgenommen werde und man erneut einen scheinbaren Freispruch erreichen müsse, denn die untersten Richter könnten nicht endgültig freisprechen. Dieses Recht habe nur das „oberste Gericht“, welches aber völlig unerreichbar sei. Bei einer „Verschleppung“ werde der Prozess dauernd im niedrigsten Stadium gehalten. Dazu müssten dauernd Richter beeinflusst und der Prozess genau beobachtet werden.
Der Maler verspricht, mit einigen Richtern zu reden, um diese für Josef K. zu gewinnen. K. kann sich aber nicht für eine Befreiungsart entscheiden, er müsse noch überlegen. Als Gegenleistung kauft Josef K. einige Bilder des Malers und verlässt das Atelier durch eine Tür, die zu seiner Überraschung in eine weitere Gerichtskanzlei auf einem Dachboden führt.

#### Kaufmann Block / Kündigung des Advokaten
Nach monatelanger Vernachlässigung durch seinen Anwalt begibt sich K. erneut zu Huld, um ihm zu kündigen, da er keinen spürbaren Fortschritt in seinem Prozess sieht. Er äußert, dass er sich nie zuvor so große Sorge wegen des Prozesses gemacht habe, wie seit der Zeit, als Huld ihn vertrete. Allerdings fürchtet er auch, noch mehr durch den Prozess in Anspruch genommen zu werden, wenn er alles selbst tun müsse. Beim Anwalt trifft er auf einen anderen Klienten, Kaufmann Block, gegen den ebenfalls ein Prozess geführt wird, der aber schon länger als fünfeinhalb Jahre andauert. Block hat heimlich noch fünf weitere Winkeladvokaten angeheuert.
Huld versucht K. zum Umdenken zu bewegen. Er erniedrigt Block, um zu beweisen, wie abhängig seine Klienten von ihm bzw. von seinen Kontakten und der Möglichkeit der Beeinflussung von Richtern und Beamten seien. So lässt sich der Advokat von Block auf Knien um Auskunft bitten und die Hand küssen. Das Kapitel schließt mitten im Gespräch des Advokaten und seiner Angestellten Leni mit Block.

#### Im Dom
Von seinem Vorgesetzten bekommt Josef K. den Auftrag, einem italienischen Kunden der Bank die Kunstdenkmäler der Stadt zu zeigen. Kurz bevor er sich auf den Weg macht, erhält er einen Anruf von Leni, die ihn warnt: „Sie hetzen Dich.“ Josef K. soll sich mit dem Kunden im Dom der Stadt treffen, dieser kommt jedoch nicht. Es gibt an dieser Stelle Irritationen, ob K. rechtzeitig zur Verabredung gekommen ist und ob es gerade (wie es die Logik fordert) 10 Uhr oder (wie es in der Handschrift steht) 11 Uhr ist. Eine mögliche Erklärung wäre ein Missverständnis, das auf K.s unzureichende Italienischkenntnisse zurückzuführen ist („der mit nichts anderem beschäftigt war, als den Italiener zu überhören und die Worte des Direktors schnell aufzufassen“), oder dass es sich bei der Verabredung offenbar ohnehin nur um einen Vorwand handelte. („‚Ich bin hierhergekommen, um einem Italiener den Dom zu zeigen.‘ ‚Lass das Nebensächliche‘, sagte der Geistliche.“)
Dieser Geistliche, dem K. statt des Italieners begegnet, stellt sich als Gefängniskaplan vor und weiß um K.s Prozess. Er erzählt K. die Parabel Vor dem Gesetz (die als einziger Teil des Romans von Kafka selbst veröffentlicht wurde) und diskutiert mit ihm über deren Auslegungen, um ihm seine Situation vor Augen zu führen. K. erkennt jedoch weder Parallelen zu seiner Lage, noch sieht er in den Auslegungen eine Hilfe und einen Sinn.

#### Ende
Josef K. wird am Vorabend seines 31. Geburtstages von zwei Herren in abgenutztem Gehrock und Zylinder abgeholt, deren stummes und förmliches Gebaren ihn an „[a]lte untergeordnete Schauspieler“ erinnert. Er denkt kurz daran, Widerstand zu leisten, lässt sich dann aber nicht nur bereitwillig mitnehmen, sondern bestimmt selbst die Richtung des Gangs. Sie kommen zu einem Steinbruch am Rand der Stadt, wo Josef K. hingerichtet wird: Die Herren lehnen ihn an einen Stein, der eine hält ihn fest und der andere durchbohrt ihm mit einem Fleischermesser das Herz. „Wie ein Hund!“ sind K.s letzte Worte.

### Fragmentarische Kapitel

#### Fräulein Bürstners Freundin
K. schreibt zwei Briefe an Fräulein Bürstner. Eine Freundin der Bürstner, die auch in der Pension wohnt, siedelt über zu ihr, so dass die Frauen dann gemeinsam das Zimmer bewohnen werden. Die Freundin gibt K. zu verstehen, dass das Fräulein keinen Kontakt zu K. wünscht.

#### Staatsanwalt
K. ist regelmäßig Teilnehmer an einem Stammtisch mit verschiedenen Juristen. Staatsanwalt Hasterer ist sein Freund, der ihn auch öfter zu sich einlädt. Auch der Direktor von K.s Bank registriert diese Freundschaft.

#### Zu Elsa
K. beabsichtigt zu Elsa zu gehen. Er erhält aber gleichzeitig eine Vorladung vom Gericht. Man warnt ihn vor den Folgen, falls er der Vorladung nicht Folge leistet. K. schlägt die Warnung in den Wind und geht zu Elsa.

#### Kampf mit dem Direktor-Stellvertreter
K. ist in der Bank. Zum Direktor-Stellvertreter hat er ein gespanntes Verhältnis. Dieser kommt in K.s Büro. K. versucht, ihm einen Bericht vorzutragen. Der Vorgesetzte hört kaum zu, sondern hantiert ständig an einer zum Raum gehörigen Balustrade, die er schließlich leicht beschädigt.

#### Das Haus
Zunächst geht es um das Haus, in dem das Amt seinen Sitz hat, von dem die Anzeige gegen K. ausgeht. Dann tauchen K.s ziellose Tagträume und seine Müdigkeit auf.

#### Fahrt zur Mutter
Nach längerem Überlegen macht sich K. von seiner Bank aus auf den Weg zu seiner halb blinden alten Mutter, die er schon drei Jahre nicht gesehen hat. Sein Mitarbeiter Kullych verfolgt K. noch beim Weggehen mit einem Brief, den K. dann zerreißt.

## Form und Sprache
Das Werk ist durchgängig in betont sachlicher und nüchterner Sprache verfasst.
Der Roman wird in der dritten Person erzählt; dennoch erfährt der Leser nur wenig von dem, was über den Wahrnehmungs- und Wissenshorizont des Protagonisten hinausreicht (personales Erzählen). Allein den ersten Satz könnte man noch einem Beobachter aus höherer Warte (auktorialer Erzähler) zuordnen, scheint er doch K.s Schuld klar zu verneinen: „Jemand mußte Josef K. verleumdet haben, denn ohne daß er etwas Böses getan hätte, wurde er eines Morgens verhaftet.“ Die erlebte Rede („Jemand mußte […]“) drückt allerdings hier schon die Unsicherheit von Josef K. aus.
Über Josef K.s Gedanken und Gefühle bekommt der Leser Einblick; zugleich erkennt er aber bald, dass K.s Deutung und Bewertung von Situationen und Personen sich häufig als falsch erweisen, also unzuverlässig sind. Daher kann sich der Leser des Wahrheitsgehalts des Erzählten nie ganz sicher sein – vor allem was die rätselhafte Welt des Gerichts betrifft.
Auffällig ist die Verdoppelung von Ereignissen. Zwei verschiedene Frauen aus dem Umfeld des Gerichts greifen erotisch fordernd auf K. zu. Zweimal wird es K. übel von der Luft in den Gerichtsräumen. Zweimal wird das Wort „Gurgel“ betont, zunächst bei K.s Überfall auf Fräulein Bürstner, dann bei K.s Hinrichtung. Zweimal gibt es Irritationen mit der Uhrzeit, bei der ersten Untersuchung und beim Besuch im Dom. Zwei Wächter melden die Verhaftung zu Beginn und zwei Henker vollziehen am Ende das tödliche Urteil.

## Interpretation
Eine eindeutige Interpretation des Process ist schwierig. Eine Möglichkeit ist es, sich folgender unterschiedlicher Interpretationsansätze zu bedienen, die sich in fünf Hauptrichtungen kategorisieren lassen:
- biographisch: siehe Entstehungsgeschichte
- historisch-kritisch: vor dem Hintergrund der gesellschaftlichen und sozialen Spannungen in Österreich-Ungarn und dem Beginn des Ersten Weltkrieges
- religiös: vor allem in Bezug auf Kafkas jüdische Herkunft
- psychoanalytisch: der Process wird als Darstellung und Bewusstwerdung eines inneren Prozesses gesehen
- politisch und soziologisch: als Kritik an einer verselbstständigten und unmenschlichen Bürokratie und am Fehlen bürgerlicher Freiheits- und Prozessgrundrechte

Bei der Einordnung in diese Interpretationsansätze ist jedoch Folgendes zu beachten:
Ähnlich wie beim Roman Das Schloss sind auch hier „vielfältige Studien entstanden, die wertvolle Einsichten bieten. Sie leiden aber daran, dass die Autoren bestrebt sind, ihre Einsichten in einen interpretatorischen Rahmen zu zwingen, der letztlich außerhalb des Romantextes liegt“.
Zunehmend forderten spätere Interpreten, z. B. Martin Walser, die Rückbesinnung auf eine textimmanente Sicht. Die aktuellen Arbeiten von Peter-André Alt oder Oliver Jahraus/Bettina von Jagow gehen in eine entsprechende Richtung.

### Bezüge zu anderen Texten Kafkas
Der Roman verarbeitet den Mythos von Schuld und Gericht, dessen traditionelle Wurzeln in der chassidischen Überlieferung liegen. Das Ostjudentum kennt zahlreiche Geschichten von Klägern und Beklagten, vom himmlischen Gericht und von Strafe, undurchsichtigen Behörden und unverständlichen Anklagen – Motive, wie sie in polnischen Sagen auftauchen und bis ins 13. Jahrhundert zurückreichen.
Zunächst sind viele Parallelen zu Kafkas anderem großen Roman Das Schloss zu erkennen. Die beiden Protagonisten irren durch ein Labyrinth, das dazu da ist, sie scheitern zu lassen oder auch überhaupt keinen Bezug zu ihnen zu haben scheint. Kranke bettlägerige Männer erklären langatmig das System. Erotisch befrachtete Frauengestalten wenden sich fordernd dem Protagonisten zu.
In engem Zusammenhang mit dem Process ist die Erzählung In der Strafkolonie zu sehen, die zeitlich parallel zum Roman im Oktober 1914 innerhalb weniger Tage entstand. Auch hier kennt der Delinquent nicht das Gebot, das er übertreten hat. Eine einzige Person – ein Offizier mit einer schauerlichen Maschine – scheint Ankläger, Richter und Vollstrecker in einem zu sein. Genau das ist aber auch die beängstigende Ahnung des Josef K., dass ein einziger Henker genüge, das gesamte Gericht willkürlich zu ersetzen.
Drei Jahre später schrieb Kafka die Parabel Der Schlag ans Hoftor. Sie mutet an wie eine Kurzfassung des Process-Romans. Aus nichtigem oder gar keinem Anlass wird eine Klage erhoben, die in eine unheilvolle Verstrickung und unentrinnbar in eine Strafe mündet. Das Verhängnis überfällt den Erzähler beiläufig mitten im Alltag. Ralf Sudau formuliert es so: „Ein Vorgefühl von Strafe oder vielleicht ein unbewußtes Strafverlangen… und ein tragischer oder absurder Untergang werden dabei signalisiert“.

### Einzelne Aspekte

#### Kurze Textanalyse
Das Gericht steht Josef K. als eine unbekannte, anonyme Macht gegenüber. Kennzeichnend für dieses Gericht, das sich von „dem Gericht im Justizpalast“ unterscheidet, sind weit verzweigte, undurchdringbare Hierarchien. Es scheint unendlich viele Instanzen zu geben, nur mit den allerniedrigsten von ihnen hat K. Kontakt. Darum bleibt das Gericht für K. unfassbar, und er kann dessen Wesen trotz all seiner Bemühungen nicht ergründen. Die Aussage des Geistlichen im Dom („Das Gericht will nichts von Dir. Es nimmt Dich auf wenn du kommst und es entläßt Dich wenn Du gehst“) hilft hier nicht. Könnte K. sich einfach dem Gericht entziehen? Seine Realität sieht anders aus. Das Gericht bleibt K. rätselhaft und nicht eindeutig erklärbar.
Josef K. wird mit einer abweisenden, vertröstenden Welt konfrontiert. Wie in Kafkas Parabel Vor dem Gesetz der Mann vom Lande die Hilfe von Flöhen erbittet, sucht Josef K. die Hilfe von Frauen, einem Maler und Rechtsanwälten, die ihren Einfluss nur vortäuschen und ihn vertrösten. Die von K. um Hilfe gebetenen Menschen handeln wie der Türhüter in der schon erwähnten Parabel, der die Geschenke des Mannes vom Lande akzeptiert, aber nur um ihn zu vertrösten und ihn in der Illusion zu lassen, dass seine Taten ihm förderlich seien.

#### Deutungsvielfalt
Die Vielzahl der Deutungen kann ähnlich wie im Fall von Das Schloss aufgrund der Fülle nicht abschließend, sondern nur punktuell berücksichtigt werden.
Der Roman kann zunächst autobiografisch gesehen werden. (Siehe Eingangsabschnitt zur Entstehungsgeschichte.) Man bedenke die Ähnlichkeit der Initialen von Fräulein Bürstner und Felice Bauer. Die intensive Beschreibung des Gerichtswesens weist offensichtlich auf Kafkas Arbeitswelt als Versicherungsjurist hin. Diese Interpretation sieht Elias Canetti.
Die gegenteilige Auffassung, nämlich, dass Der Process kein privates Schicksal darstellt, sondern weitreichende politisch-visionäre Aspekte beinhaltet, nämlich die vorweggenommene Sicht auf den Nazi-Terror, legt Theodor W. Adorno dar.
Eine Synthese beider Positionen liefert Claus Hebell, der nachweist, dass die „Verhandlungsstrategie, mit der die Gerichtsbürokratie in dem Prozess K. zermürbt, sich aus … den Defekten der Rechtsverhältnisse der K. u. K.-Monarchie ableiten lässt“.:S. 87

#### Einige Teilaspekte von Interpretationen
Im Laufe des Romans zeigt sich, dass K. und das Gericht sich nicht als zwei Wesenheiten gegenüberstehen, sondern dass die inneren Verflechtungen zwischen K. und der Gerichtswelt zunehmend stärker werden. Zum Ende des Prozesses „begreift Josef K. […], daß alles, was geschieht, seinem Ich entspringt“, dass alles das Ergebnis von Schuldgefühlen und Straffantasien ist.
Wichtig ist auch die traumhafte Komponente der Geschehnisse. Wie im Traum vermischen sich Inneres und Äußeres. Da ist der Übergang von der fantastisch-realistischen zur allegorisch-psychologischen Ebene. Auch K.s Arbeitswelt wird zunehmend von der phantastischen, traumhaften Welt untergraben. (Ein Arbeitsauftrag führt zum Treffen mit dem Geistlichen.)
Die sexuellen Bezüge der Handlung
Die Schuldgefühle des Protagonisten dürften zum Großteil ihren Grund in der Sicht auf die Sexualität haben, wie sie zu Beginn des 20. Jahrhunderts herrschte und wie sie sich in den Arbeiten von Sigmund Freud widerspiegeln. „Die Sexualität verbindet sich auf bemerkenswerte Weise mit K.s Prozeß.“ Die Frauen sind sirenenhaft, die Vertreter des Gerichts voller lüsterner Gier. Aber genauso ist auch K. voller unbeherrschter Gier Fräulein Bürstner gegenüber und erliegt ohne Gegenwehr den angebotenen Verlockungen.
Der Process als humoristische Geschichte
Die Freunde Kafkas erzählten, dass er beim Vorlesen aus seinem Werk vielfach laut lachen musste. Deshalb liegt es nahe, im Process – mag sein Kern so ernst und düster sein wie nur möglich – auch eine humoristische Seite zu suchen.
„Denn furchtbar ist das Ganze, aber komisch sind die Details“, bewertet Reiner Stach dieses Phänomen. Die Richter studieren Pornohefte statt Gesetzesbücher, sie lassen sich Frauen herbeitragen wie eine prächtige Speise auf einem Tablett. Die Henker sehen aus wie alternde Tenöre. Ein Gerichtsraum hat ein Loch im Boden, so dass ab und zu das Bein eines Verteidigers in den darunter liegenden Raum ragt.
Geradezu cineastischen Slapstick-Charakter enthält die Szene mit dem alten Beamten, der nach langem nächtlichen Aktenstudium alle ankommenden Advokaten genervt die Treppe hinunterwirft. Die Advokaten wollen sich nicht offen gegen den Beamten stellen und lassen sich so lange immer wieder hinunterwerfen, bis der Beamte ermüdet und der Gerichtsverkehr weitergehen kann.

## Editionen

### Ausgabe von Brod

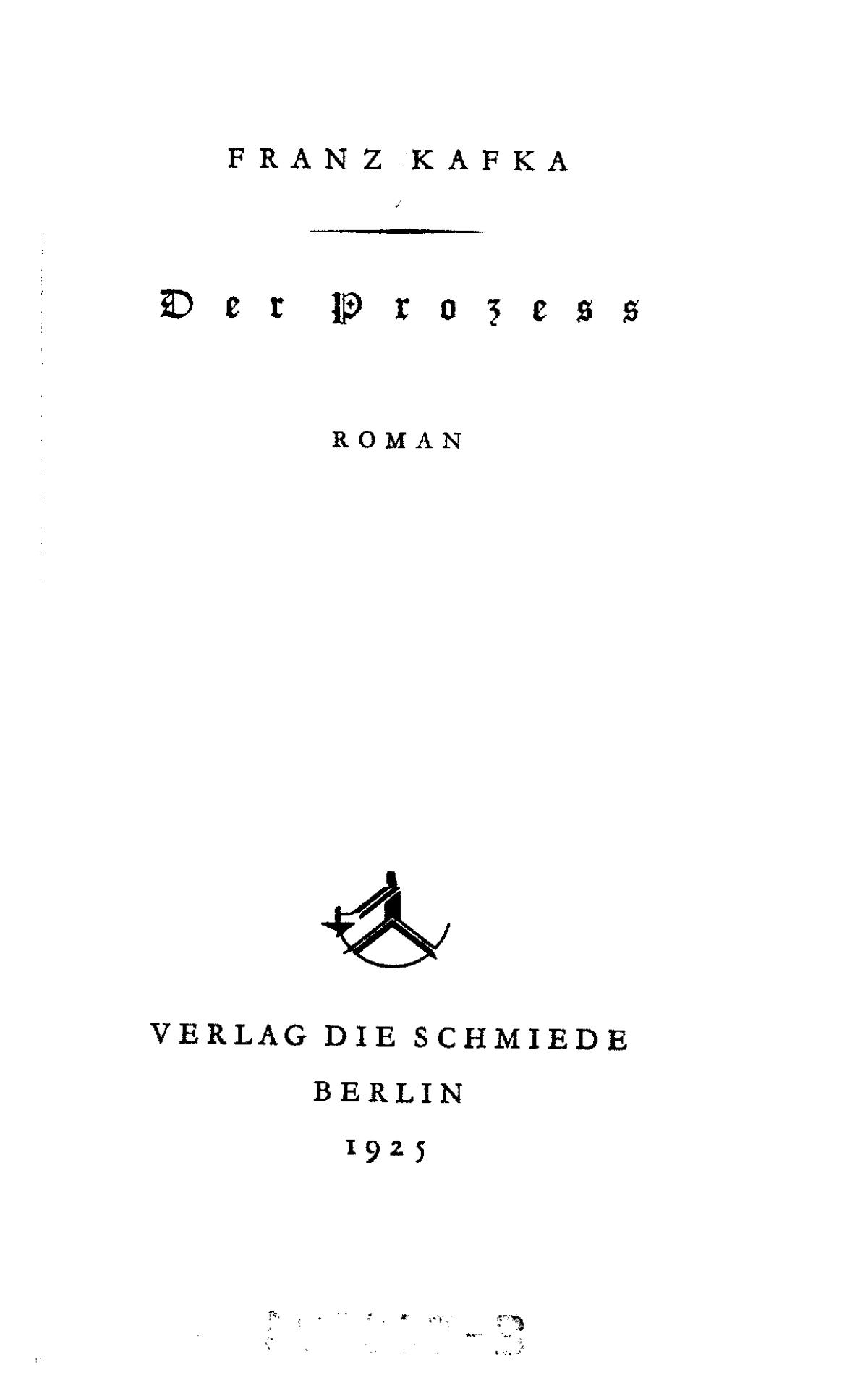
Der Prozess im Verlag Die Schmiede (1925)

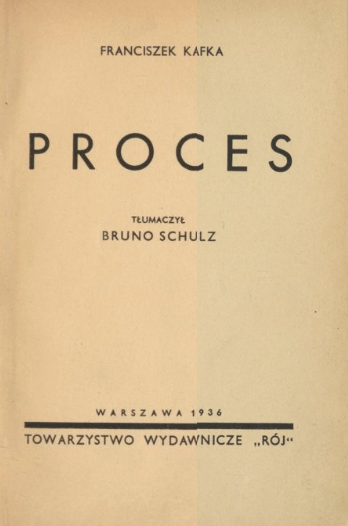
Übersetzung ins Polnische (1936)

Die erste Ausgabe trägt den Titel Der Prozess (so auf dem Titelblatt) und erschien am 26. April 1925 im Berliner Verlag „Die Schmiede“. Das Werk wurde von Kafkas Freund Max Brod herausgegeben. Dieser sah die Konvolute als abgeschlossene Texteinheiten an und stufte sie daher als Kapitel ein. Außerdem legte er eine Reihenfolge der Kapitel fest. Dabei berief Brod sich auf seine Erinnerung, denn Kafka hatte ihm Teile des Werkes vorgelesen.
In den Jahren 1935 und 1946 gab Brod erweiterte Ausgaben heraus. Sie enthalten im Anhang zusätzlich Teile des Werks, die Brod unvollendet erschienen, als so genannte unvollendete Kapitel. Außerdem enthält der Anhang von Kafka gestrichene Stellen.
Die Ausgaben nach 1945 wurden mit der veränderten Schreibung Der Prozeß herausgegeben.

### Kritische Kafka-Ausgabe
Eine leicht modifizierte Kapitelreihenfolge bietet die Edition mit dem Titel Der Proceß, die im Rahmen der Kritischen Kafka-Ausgabe (KKA) der Werke 1990 erschienen ist. Diese Ausgabe wurde von J. Born und anderen herausgegeben und erschien beim Fischer Verlag.

### Historisch-kritische Ausgabe
Als Beginn der Historisch-kritischen Franz-Kafka-Ausgabe (FKA) durch Roland Reuß in Zusammenarbeit mit Peter Staengle ist die dritte wichtige Edition mit dem Titel Der Process erschienen. Die 1997 vorgelegte Ausgabe beruht auf der Erkenntnis, dass es sich bei der Handschrift nicht um ein abgeschlossenes Werk handelt. Das Ziel, die originale Gestalt des Textes und Form der Handschrift zu wahren, schlägt sich nieder in der Weise, wie die Edition den Text darbietet. Zum einen wird keine Reihenfolge der Konvolute hergestellt, und zum anderen werden die Konvolute nicht in Buchform veröffentlicht. Stattdessen wird jedes der 16 Konvolute in einem Heft wiedergegeben. Auf jeder Doppelseite der Hefte sind jeweils das Faksimile einer Manuskriptseite sowie dessen Umschrift gegenübergestellt. Anhand des Faksimiles kann jeder Leser selbst die zum Teil nicht eindeutigen Streichungen Kafkas beurteilen, da es hier keine Eingriffe durch den Herausgeber gibt, wie sie bei der Kritischen Edition und der von Brod besorgten Ausgabe vorgenommen wurden.

### Ausgabe von Christian Eschweiler
Eschweiler veränderte die Kapitelfolge und betrachtet das Traum-Kapitel Josef K.s als Höhepunkt des Entwicklungsgeschehens.
Eschweiler ist der Ansicht, das Domkapitel gliedere den Roman in zwei Teile, von denen der erste durch Fremdbestimmung, der zweite durch fortschreitende Selbstbestimmung gekennzeichnet ist. Die Interpretations-Kolumnen sind in den Primärtext eingeschoben. Sie können auch als Kontinuum gelesen werden. Die Begründungen für die notwendigen Kapitel-Umstellungen sind zusätzlich umrandet.

## Anordnung der Romankapitel
Die Anordnung der Romankapitel wird seit der Erstveröffentlichung diskutiert und immer wieder in Frage gestellt. Kafka, der zwischen August 1914 und Januar 1915 am Process arbeitete, hat sein Werk zu Lebzeiten nicht abgeschlossen und somit auch nicht zur Veröffentlichung vorbereitet. In einer an seinen Freund Max Brod gerichteten Verfügung fordert er diesen sogar auf, nach seinem Tod seine Schriften zu vernichten (→ Kafkas Verfügung).
Der einzige Textbeleg ist die von Kafka niedergelegte Handschrift, in der sich zahlreiche Korrekturen Kafkas finden. Nach Abbruch der Arbeiten an dem Werk, aus dem er nur die Erzählung Vor dem Gesetz veröffentlichte, löste er vermutlich die Hefte auf, in die er den Text geschrieben hatte. Dadurch wurde der Gesamttext in 16 Abschnitte zerteilt, teilweise zerstückelt in Einzelkapitel, teilweise in Kapitelfolgen oder auch nur Fragmente von Kapiteln.
Zwischen diese Abschnitte legte er jeweils einzelne Blätter, auf denen er den Inhalt der dahinter liegenden Blattfolge vermerkte. Diese sechzehn derart abgetrennten Bündel werden meist als „Konvolute“ bezeichnet. Die Bezeichnung „Kapitel“ dagegen impliziert eine vom Autor bewusst festgelegte Text- und Sinneinheit innerhalb eines Werkes, daher gibt dieser Begriff den Sachverhalt nicht richtig wieder.
Aufgrund des fragmentarischen Charakters des Textes wurden verschiedene Editionen herausgegeben, die zum Teil große Unterschiede aufweisen. Die Kritische Ausgabe und die von Brod herausgegebene Edition weisen dem Fragment den Charakter eines abgeschlossenen Werkes zu, indem sie eine Reihenfolge der Manuskriptseiten festlegen.
Brod hatte für die Erstausgabe des Werks die Konvolute in Kapitel geordnet. Als Grundlage dienten ihm die vermachten Originale, welche sich in drei Umschlägen mit einem kryptischen System verschlüsselt aufbewahrt befanden, das nur von seinem Urheber entschlüsselt werden konnte und das Brod auf seine eigene Art und Weise interpretierte.
Die Anordnung der Kapitel in Der Process steht somit auch immer unter der Gefahr einer ideologischen Vereinnahmung des Schriftstellers Kafka, und somit ist jede Anordnung für eine Textausgabe des Werks bereits Interpretation.

### Guillermo Sánchez Trujillo
Guillermo Sánchez Trujillo stellt in Crimen y castigo de Franz Kafka, anatomía de El Proceso („Franz Kafkas Schuld und Sühne, Anatomie von Der Process“) ausgehend von einer Feststellung von Ähnlichkeiten zwischen Kafkas Process und Dostojewskis Schuld und Sühne die Hypothese auf, dass Kafka den Roman des russischen Schriftstellers Dostojewski und andere seiner Erzählungen in der Art eines Palimpsests benutzt hatte, um Der Process und andere seiner Erzählungswerke zu schreiben.
Trujillo bezieht sich dabei auf die Untersuchung des Schriftstellers Christoph D. Brumme, Schuld und Unschuld des Josef K., erschienen in akzente 5/1998. Laut Brumme sei Josef K. der unschuldige Raskolnikow, der mit gleichen Mitteln verfolgt wird wie ein Mörder. Zwischen den Figuren und Szenen beider Romane soll es an siebzig Stellen Übereinstimmungen geben.
Trujillo vertritt die These, die Anordnung der Kapitel lasse sich aufgrund der Ähnlichkeiten auch an Dostojewskis Roman objektiv feststellen. Guillermo Sánchez Trujillo in Medellín (Kolumbien) veröffentlichte im Jahre 2015 eine kritische Ausgabe des Romans mit dieser neuen Anordnung. Trujillo kommt dabei zu folgender Anordnung:
1. Verhaftung
2. Gespräch mit Frau Grubach / Dann Fräulein Bürstner
3. B.s Freundin
4. Erste Untersuchung
5. Im leeren Sitzungssaal / Der Student / Die Kanzleien
6. Der Prügler
7. Zu Elsa
8. Staatsanwalt
9. Der Onkel / Leni
10. Advocat/Fabrikant/Maler
11. Kaufmann Block / Kündigung des Advocaten
12. Das Haus
13. Im Dom
14. Kampf mit dem Direktor-Stellvertreter
15. Ein Traum
16. Fahrt zur Mutter
17. Ende

### Malcolm Pasley

#### Inhalt
1. Verhaftung
2. Gespräch mit Frau Grubach / Dann Fräulein Bürstner
3. Erste Untersuchung
4. Im leeren Sitzungssaal / Der Student / Die Kanzleien
5. Der Prügler
6. Der Onkel / Leni
7. Advokat / Fabrikant / Maler
8. Kaufmann Block / Kündigung des Advokaten
9. Im Dom
10. Ende

#### Fragmente
1. B.s Freundin
2. Staatsanwalt
3. Zu Elsa
4. Kampf mit dem Direktor-Stellvertreter
5. Das Haus
6. Fahrt zur Mutter

### Max Brod

#### Der Prozeß
1. Verhaftung · Gespräch mit Frau Grubach · Dann Fräulein Bürstner
2. Erste Untersuchung
3. Im leeren Sitzungssaal · Der Student · Die Kanzleien
4. Die Freundin des Fräulein Bürstner
5. Der Prügler
6. Der Onkel · Leni
7. Advokat · Fabrikant · Maler
8. Kaufmann Block · Kündigung des Advokaten
9. Im Dom
10. Ende

#### Anhang

##### Die unvollendeten Kapitel
- Zu Elsa
- Fahrt zur Mutter (Ende gestrichen)
- Staatsanwalt
- Das Haus (Ende gestrichen)
- Kampf mit dem Direktor-Stellvertreter (Großteil gestrichen)
- Ein Fragment („Als sie aus dem Theater traten…“)

## Rezeption
- Max Brod schreibt im Nachwort der ersten Ausgabe von 1925 in Bezug auf den Process, dass „kaum [ein Leser] seine Lücke fühlen“ wird, wenn er nicht weiß, dass Kafka sein Werk unvollendet ließ. Der Herausgeber schreibt weiter, die nach seiner Ansicht vollendeten Kapitel ließen „sowohl den Sinn wie die Gestalt des Werkes mit einleuchtendster Klarheit hervortreten“. Außerdem spricht Brod im Nachwort zu Kafkas Werk stets von „Roman“ und nicht von Fragment. Daran wird deutlich, dass er die Auffassung vertritt, dem Werk fehle nichts Wesentliches. Diesen Eindruck vermittelt seine Ausgabe auch den Lesern. Das Bild eines nahezu abgeschlossenen Werkes, das sich der damaligen Leserschaft bot und das auch heute noch bei vielen Lesern vorherrscht, begründete und begründet zum Teil den Erfolg und die Bewunderung für den Process.
- Peter-André Alt (S. 391/419): K.s Geschichte ist der Traum von der Schuld – ein Angsttraum, der sich in den imaginären Räumen einer befremdlichen juristischen Ordnung als Widerschein psychischer Zustände abspielt. Stirbt K. auch „wie ein Hund“, so bleibt doch die Scham zurück, die allein Menschen empfinden können. Sie aber ist bekanntlich – als Folge der Vertreibung aus dem Paradies – das Resultat des Wissens über die Differenz von Gut und Böse. Was den Menschen vom Tier unterscheidet, bildet zugleich das Stigma seiner Schuld.
- Reiner Stach (S. 537): Kafkas Process ist ein Monstrum. Nichts ist hier normal, nichts ist einfach. Ob man sich mit der Entstehungsgeschichte, dem Manuskript, der Form, dem stofflichen Gehalt oder mit der Deutung des Romans beschäftigt: Der Befund bleibt stets derselbe: Finsternis wohin man blickt.

## Verbleib des Manuskripts
Kafka hatte seinen Freund Max Brod vor seinem Tod gebeten, den Großteil seiner Handschriften zu vernichten. Brod widersetzte sich diesem Willen jedoch und sorgte dafür, dass viele von Kafkas Schriften postum veröffentlicht wurden. 1939, kurz vor dem Einmarsch der deutschen Truppen in Prag, gelang es Brod, die Handschriften nach Palästina zu retten. 1945 schenkte er sie seiner Sekretärin Ilse Ester Hoffe, wie er auch schriftlich festhielt: „Liebe Ester, Bereits im Jahre 1945 habe ich Dir alle Manuskripte und Briefe Kafkas, die mir gehören, geschenkt.“
Hoffe bot einige dieser Handschriften, darunter das Manuskript von Der Process, über das Londoner Auktionshaus Sotheby’s an. 1988 wurde es für 3,5 Millionen DM (1 Million engl. Pfund) von Heribert Tenschert ersteigert, welcher es zum Einkaufspreis dem Deutschen Literaturarchiv überließ. Finanziert wurde es mit Mitteln der Kulturstiftung der Länder, des Bundesministeriums des Innern, des Landes Baden-Württemberg sowie einer Spende von Klaus G. Saur. Es ist nunmehr im Literaturmuseum der Moderne in Marbach in der Dauerausstellung zu sehen.

## Adaptionen

### Hörspiel- und Hörbuchadaptionen
- Der Process (2010): Hörspielfassung des Bayerischen Rundfunks Hörspiel und Medienkunst unter der Regie von Klaus Buhlert. Veröffentlicht in 16 Teilen auf 17 unnummerierten CDs. Basierend auf der Historisch-kritischen Textausgabe von Roland Reuß und Peter Staengle im Verlag Stroemfeld/Roter Stern 1997.
 Jedes der 16 Kapitel von Kafka wurde auf einer eigenen CD mit Angabe des Kapiteltitels, aber ohne fortlaufende Nummerierung der Kapitel oder CDs veröffentlicht (ein Kapitel aufgrund der Länge auf zwei CDs). Da die Kapitelanordnung Kafkas unklar ist, soll der Hörer so eine eigene Reihenfolge gestalten können. Auch die Hörfunk- und Podcastfassungen wurden in einer anderen Reihenfolge gesendet als die allgemein bekannten Reihenfolgen (siehe oben). Für das Hörspiel wurden zudem die aus den Faksimiles bekannten Streichungen Kafkas eingesprochen. Sprecher sind Rufus Beck, Samuel Finzi, Corinna Harfouch, Jürgen Holtz, Milan Peschel, Jeanette Spassova, Thomas Thieme und Manfred Zapatka.
 CD-Edition: Der Hörverlag, 2010, ISBN 978-3-86717-690-3.
- Der Prozess: Sven Regener liest Franz Kafka, ungekürzte Lesung, Roof Music, Bochum 2016, ISBN 978-3-86484-399-0.
- Der Prozeß. Gelesen von Christian Brückner, parlando, Berlin 2002, ISBN 978-3-7324-7003-7.
- Der Prozess nach Franz Kafka, Hörstück. Gelesen von Philipp Hochmair, Komposition: Michael Maierhof, Produktion und Regie: Herzrasen – Andrea Gerk, 2004, ISBN 978-3-937362-02-1

### Theateradaptationen
- Der Schriftsteller und Regisseur Steven Berkoff adaptierte einige von Kafkas Geschichten in Theaterstücke. Seine Version des Processes wurde 1970 in London uraufgeführt und 1981 als Buch veröffentlicht. Die erste Aufführung in Deutschland fand 1976 am Düsseldorfer Schauspielhaus statt.[28]
- Auf Anregung des schwedischen Regisseurs Ingmar Bergman verfasste der Schriftsteller Peter Weiss 1974 eine Bühnenfassung von Der Process, die sich eng an Kafkas Vorlage anlehnte. Der Prozess wurde am 28. Mai 1975 simultan am Theater der Freien Hansestadt Bremen unter der Regie Helm Bindseils und an den Vereinigten Städtische Bühnen Krefeld und Mönchengladbach unter Joachim Fontheims Regie uraufgeführt.
- Zudem erarbeitete Peter Weiss 1981 das Schauspiel Der neue Prozess, in dem er Kafkas Vorlage in die Gegenwart multinationaler Konzerne und politischer Macht- und Überwachungsapparate überführte. Der neue Prozess wurde am 12. März 1982 am Dramaten in Stockholm unter der Regie von Gunilla Palmstierna-Weiss und Peter Weiss uraufgeführt. Die deutschsprachige Erstaufführung leitete Roberto Ciulli am 25. März 1983 an der Freien Volksbühne Berlin.
- Andreas Kriegenburg inszenierte eine viel beachtete Theaterfassung an den Münchner Kammerspielen (Premiere: 25. September 2008).

### Verfilmungen
- Der Prozeß (1962) von Orson Welles mit Anthony Perkins, Jeanne Moreau und Romy Schneider
- Kafka (1991) von Steven Soderbergh (Spielfilm, der Teile von Kafkas Leben mit Elementen aus Der Process, Das Schloss und anderen Texten verbindet)
- Der Prozeß (1993) von David Hugh Jones
- Am Ende des Ganges (1999) von Michael Muschner (Kurzfilm)
- Der Process (2015) von Cornelia Köhler (Schulfilm, DVD)[29]

### Comicadaption
- Guido Crepax: Il processo di Franz Kafka, Piemme 1999
- Chantal Montellier und David Zane Mairowitz: The Trial. A Graphic Novel. London: SelfMadeHero 2008.

### Musikalische Adaptionen
- Gottfried von Einems Oper Der Prozess (1953) basiert auf Kafkas Romanfragment.
- Eine freie Adaption des Stoffes ist Gunther Schullers Jazz-Oper The Visitation (1966).
- Szenen aus Kafkas Leben mit Episoden aus dem Roman verbindet die Oper Proces Kafka (2005) des dänischen Komponisten Poul Ruders; das englischsprachige Libretto stammt von Paul Bentley
- Die schottische Post-Punk-Band Josef K benannte sich nach dem Romanhelden
- Die polnische Punkband Pidżama Porno veröffentlichte 2004 auf ihrem Album Bułgarskie Centrum den Song Józef K., in dem sie sich auf den Inhalt von Kafkas Stück bezieht.
- Auf dem Cover des Albums If You’re Feeling Sinister der britischen Indie-Pop-Band Belle and Sebastian ist das Buch (mit englischem Titel) zu sehen.
- Der britische Pop-Rock-Musikers Peter Gabriel ließ sich nach seinen Angaben bei dem Inhalt des Liedes I Don’t Remember[30] von 1980 stark von dem Roman beeinflussen.[31]

### Ausgaben
Wie im Abschnitt Editionen nachzulesen ist, ist es bedeutsam, welche Ausgabe man wählt. Daher erfolgt die Auflistung nach den verschiedenen Editionen. Da das Werk inzwischen gemeinfrei ist, existieren zahlreiche weitere Ausgaben in verschiedenen Verlagen.
- Historisch-kritische Ausgabe der Handschrift:
Stroemfeld Verlag, 16 einzeln geheftete Entwurfs-Kapitel im Schuber zusammen mit Franz-Kafka-Heft 1 und CD-ROM, mit 300 Handschriften-Faksimiles: Der Process. Hg. von Roland Reuß. Stroemfeld, Frankfurt/Main, Basel 1997, ISBN 3-87877-494-X
- Reprint der Erstausgabe (1925):
Stroemfeld Verlag, gebunden, ISBN 978-3-87877-500-3
- Kritische Ausgabe:
 Der Proceß. Herausgegeben von Malcolm Pasley. Fischer Verlag, Frankfurt/Main 2002, gebunden ISBN 3-596-15700-5
- Ausgabe von Eschweiler:
Franz Kafka: „Der Prozess“. Neu geordnet, ergänzt und erläutert von Christian Eschweiler. Landpresse, Weilerswist 2009, ISBN 978-3-941037-40-3.
- Der Prozeß. Mit einem Kommentar von Heribert Kuhn. Suhrkamp, Frankfurt am Main 2000. (Suhrkamp-BasisBibliothek; 18), ISBN 3-518-18818-6.
- Der Prozeß. Roman. Suhrkamp, Frankfurt am Main (= suhrkamp taschenbücher. Band 2837).
- Franz Kafka: Der Process. Roman. Herausgegeben, kommentiert und mit einem Nachwort von Reiner Stach. Wallstein, Göttingen 2024 (Kafka – Kommentierte Ausgabe, 1), ISBN 978-3-8353-3527-1.

### Sekundärliteratur
- Peter-André Alt: Franz Kafka. Der ewige Sohn. Eine Biographie. 2. Auflage, Beck, München 2008, ISBN 978-3-406-57535-8.
- Louis Begley: Die ungeheure Welt, die ich im Kopfe habe. Über Franz Kafka (Originaltitel: The Tremendous World I Have Inside My Head, übersetzt von Christa Krüger). Pantheon, München 2009, ISBN 978-3-570-55095-3.
- Christoph Brumme: Schuld und Unschuld des Josef K., Akzente 5/1998, Zeitschrift für Literatur. 45. Jahrgang. München, Hanser 1998, ISBN 3-446-23239-7.
- Christoph Brumme: Schuld und Unschuld des Josef K., Der Freitag[32], 11. Juli 2008.
- Manfred Engel: Franz Kafka: Der Process (1925) – Gerichtstag über die Moderne. In: Matthias Luserke-Jaqui/Monika Lippke (Hrsg.): Deutschsprachige Romane der Klassischen Moderne. Gruyter, Berlin, New York 2008, ISBN 978-3-11-018960-5, S. 211–237.
- Manfred Engel: Der Process. In: Manfred Engel, Bernd Auerochs (Hrsg.): Kafka-Handbuch. Leben – Werk – Wirkung. Metzler, Stuttgart, Weimar 2010, ISBN 978-3-476-02167-0, S. 192–207.
- Janko Ferk: Recht ist ein „Prozeß“. Über Kafkas Rechtsphilosophie. Manz, Wien 1999, ISBN 3-214-06528-9 (Zugleich Dissertation an der Universität Wien 1998); 2. Auflage, Edition Atelier, Wien 2006, ISBN 978-3-902498-10-6.
- Wilhelm Große: Lektüreschlüssel. Franz Kafka: Der Proceß. Reclam, Stuttgart 2006, ISBN 978-3-15-015371-0.
- Bettina von Jagow und Oliver Jahraus: Kafka-Handbuch. Leben-Werk-Wirkung. Vandenhoeck & Ruprecht, Göttingen 2008, ISBN 978-3-525-20852-6.
- Volker Krischel: Erläuterungen zu Franz Kafka: Der Proceß. Textanalyse und Interpretation (Bd. 417), Bange, Hollfeld 2011, ISBN 978-3-8044-1910-0.
- Rainer von Kügelgen: „Nicht genug Achtung vor der Schrift“ oder Wie man eine Verstörung beseitigt: Kafkas Parabel „Vor dem Gesetz“ in Orson Welles Film „Der Prozess“. In: Osnabrücker Beiträge zur Sprachtheorie 61, 2000, ISBN 3-924110-61-1, S. 67–92,.
- Rainer von Kügelgen: Festlegungen: Kafkas „Process“ im Spiegel des ersten Satzes. 2001. .
- Ekkehart Mittelberg: Franz Kafka: Der Prozeß. Unterrichtsvorschläge und Kopiervorlagen. Cornelsen, Berlin 2003, ISBN 978-3-464-61425-9 (= Reihe LiteraMedia).
- Manfred Mitter: Franz Kafka: Der Proceß, Interpretationsimpulse. Merkur, Rinteln ISBN 978-3-8120-0853-2 (Textheft), ISBN 978-3-8120-2853-0 (CD-ROM).
- Christian Neumann: In der Sache K. gegen K. – „Der Proceß“. In: ders.: Das Opfer der Lebendigkeit. Devitalisierung und Melancholie im Erzählwerk Theodor Storms, Thomas Manns und Franz Kafkas. Königshausen und Neumann, Würzburg 2023, ISBN 978-3-8260-7790-6, S. 303–341.
- Reiner Stach: Kafka Die Jahre der Entscheidungen. Fischer, Frankfurt am Main 2004, ISBN 3-596-16187-8.
- Reiner Stach: Ist das Kafka? (99 Fundstücke). Fischer, Frankfurt am Main 2012, ISBN 978-3-596-19106-2.
- Ralf Sudau: Franz Kafka: Kurze Prosa/Erzählungen. Klett, Stuttgart / Leipzig 2007, ISBN 978-3-12-922637-7.
- Cerstin Urban: Franz Kafka: Erzählungen II. (Königs Erläuterungen und Materialien, Bd. 344). Bange, Hollfeld 2004, ISBN 978-3-8044-1756-4.

### Text des Romanfragments
- Der Prozeß im Projekt Gutenberg-DE (Text folgt der Brod-Ausgabe)
- Der Process bei Zeno.org.

### Interpretationen
- Dieter Schrey: Franz Kafka, „Der Prozess“ – Die Selbstinszenierung der Geburt als Tod
- Christian Eschweiler: Kafkas „Der Prozess“ in neuem Licht
- Karin Leich: Herrschaft und Sexualität in Franz Kafkas Romanen „Der Proceß“ und „Das Schloß“ von Karin Leich, Uni Marburg, 2003 (PDF-Datei; 1,6 MB)
- Janko Ferk: Franz Kafkas „Der Prozess“ und sein Bezug zur österreichischen Strafprozessordnung

Editionen des Werks
- Institut für Textkritik Ausgabe im Rahmen der Historisch-kritischen Franz-Kafka-Ausgabe

Hörspieladaption
- Der Process – 16-teilige Fassung des Bayerischen Rundfunks, 2010 (basierend auf Roland Reuß und Peter Staengle 1997 im Verlag Stroemfeld/Roter Stern)

### Verfilmungen
- Der Prozeß (1962)
- Kafka (1991)
- Der Prozeß (1993)
- Am Ende des Ganges (1999) bei IMDb
- Shinpan (2018) bei IMDb

### Unterricht
- Lehrerfortbildung-BW Unterrichtsprojekte Deutsch: Der Proceß